# Prima Lega 1947-1948 (calcio)
La Prima Lega 1947-1948, campionato svizzero di terza serie, si concluse con la vittoria del FC Mendrisio.

## Regolamento
Scopo del torneo è quello di ottenere due promozioni e tre retrocessioni.
Torneo svolto in due fasi: la prima fase vede le 36 squadre partecipanti suddivise, con criterio regionale, in tre gironi composti da 12 squadre ciascuno, in cui le prime classificate di ogni girone, si affrontano nella fase finale, in un mini-torneo a tre, per stabilire le due squadre promosse in Lega Nazionale B. Le ultime tre squadre di ciascun girone vengono retrocesse direttamente in Seconda Lega. La prima fase vede le squadre impegnate in gare di andata e ritorno, mentre la fase finale prevede incontri in gare unica.

## Girone ovest

### Classifica finale
|  | Pos. | Squadra            | Pt | G  | V  | N | P  | GF | GS | DR  |
|  | ---- | ------------------ | -- | -- | -- | - | -- | -- | -- | --- |
|  | 1.   | Vevey              | 34 | 22 | 16 | 2 | 4  | 47 | 23 | +24 |
|  | 2.   | Sierre             | 30 | 22 | 14 | 2 | 6  | 52 | 31 | +21 |
|  | 3.   | Central Friburgo   | 29 | 22 | 13 | 3 | 6  | 71 | 36 | +35 |
|  | 4.   | Montreux-Sports    | 24 | 22 | 9  | 6 | 7  | 35 | 26 | +9  |
|  | 5.   | Étoile-Sporting    | 24 | 22 | 10 | 4 | 8  | 49 | 50 | -1  |
|  | 6.   | Ambrosiana Losanna | 22 | 22 | 10 | 2 | 10 | 31 | 40 | -9  |
|  | 7.   | Stade Lausanne     | 21 | 22 | 9  | 3 | 10 | 35 | 34 | +1  |
|  | 8.   | Stade Nyonnais     | 21 | 22 | 8  | 5 | 9  | 38 | 48 | -10 |
|  | 9.   | Concordia Yverdon  | 19 | 22 | 9  | 1 | 12 | 31 | 41 | -10 |
|  | 10.  | Racing Losanna     | 19 | 22 | 9  | 1 | 12 | 24 | 36 | -12 |
|  | 11.  | Gardy-Jonction     | 12 | 22 | 3  | 6 | 13 | 31 | 47 | -16 |
|  | 12.  | Le Locle-Sports    | 9  | 22 | 3  | 3 | 16 | 29 | 61 | -32 |

Legenda:

      Ammessa alla fase finale per la promozione in Lega Nazionale B 1948-1949.

      Retrocessa in Seconda Lega 1948-1949.

Note:
Due punti a vittoria, uno a pareggio, zero a sconfitta.

## Girone centrale

### Classifica finale
|  | Pos. | Squadra             | Pt | G  | V  | N | P  | GF | GS | DR  |
|  | ---- | ------------------- | -- | -- | -- | - | -- | -- | -- | --- |
|  | 1.   | Pratteln            | 30 | 22 | 12 | 6 | 4  | 59 | 44 | +15 |
|  | 2.   | Derendingen         | 28 | 22 | 13 | 2 | 7  | 47 | 25 | +22 |
|  | 3.   | Kleinhüningen       | 28 | 22 | 10 | 8 | 4  | 53 | 34 | +19 |
|  | 4.   | Moutier             | 28 | 22 | 10 | 8 | 4  | 45 | 37 | +8  |
|  | 5.   | Black Stars Basilea | 21 | 22 | 8  | 5 | 9  | 42 | 47 | -5  |
|  | 6.   | Lengnau             | 21 | 22 | 9  | 3 | 10 | 36 | 43 | -7  |
|  | 7.   | Birsfelden          | 20 | 22 | 7  | 6 | 9  | 47 | 41 | +6  |
|  | 8.   | Helvetia Berna      | 20 | 22 | 7  | 6 | 9  | 44 | 49 | -5  |
|  | 9.   | Soletta             | 20 | 22 | 7  | 6 | 9  | 37 | 43 | -6  |
|  | 10.  | Schöftland          | 19 | 22 | 7  | 5 | 10 | 54 | 61 | -7  |
|  | 11.  | Porrentruy          | 17 | 22 | 4  | 9 | 9  | 32 | 55 | -23 |
|  | 12.  | Delémont            | 12 | 22 | 2  | 8 | 12 | 27 | 44 | -17 |

Legenda:

      Ammessa alla fase finale per la promozione in Lega Nazionale B 1948-1949.

      Retrocessa in Seconda Lega 1948-1949.

Note:
Due punti a vittoria, uno a pareggio, zero a sconfitta.

## Girone est

### Classifica finale
|  | Pos. | Squadra           | Pt | G  | V  | N | P  | GF | GS | DR  |
|  | ---- | ----------------- | -- | -- | -- | - | -- | -- | -- | --- |
|  | 1.   | Mendrisio         | 31 | 22 | 15 | 1 | 6  | 55 | 28 | +27 |
|  | 2.   | Red Star          | 31 | 22 | 14 | 3 | 5  | 44 | 25 | +19 |
|  | 3.   | Kreuzlingen       | 28 | 22 | 12 | 4 | 6  | 53 | 36 | +17 |
|  | 4.   | Olten             | 26 | 22 | 11 | 4 | 7  | 44 | 41 | +3  |
|  | 5.   | Blue Stars Zurigo | 25 | 22 | 11 | 3 | 8  | 41 | 34 | +7  |
|  | 6.   | Uster             | 24 | 22 | 11 | 2 | 9  | 36 | 43 | -7  |
|  | 7.   | Arbon             | 20 | 22 | 7  | 6 | 9  | 33 | 39 | -6  |
|  | 8.   | Zofingen          | 19 | 22 | 7  | 5 | 10 | 38 | 49 | -11 |
|  | 9.   | Winterthur        | 17 | 22 | 6  | 5 | 11 | 45 | 53 | -8  |
|  | 10.  | Altstetten        | 15 | 22 | 6  | 3 | 13 | 30 | 35 | -5  |
|  | 11.  | Biaschesi         | 15 | 22 | 6  | 3 | 13 | 28 | 46 | -18 |
|  | 12.  | Höngg             | 13 | 22 | 5  | 3 | 14 | 32 | 50 | -18 |

Legenda:

      Ammessa alla fase finale per la promozione in Lega Nazionale B 1948-1949.

      Retrocessa in Seconda Lega 1948-1949.

Note:
Due punti a vittoria, uno a pareggio, zero a sconfitta.

### Spareggio per il 1º posto
|           | Risultati |          | Luogo e data         |  |
| --------- | --------- | -------- | -------------------- |  |
| Mendrisio | 2 - 1     | Red Star | Olten, 6 giugno 1948 |  |

## Finali per la promozione in LNB
| 13 giugno 1948 | Vevey | 3 - 2 | Pratteln | Vevey |
| 13 giugno 1948 |       |       |          | Vevey |

| 20 giugno 1948 | Pratteln | 2 - 5 | Mendrisio | Pratteln |
| 20 giugno 1948 |          |       |           | Pratteln |

| 27 giugno 1948 | Mendrisio | 2 - 1 | Vevey | Mendrisio |
| 27 giugno 1948 |           |       |       | Mendrisio |

## Verdetti Finali
- FC Mendrisio vincitore del torneo.
- FC Mendrisio e FC Vevey-Sports promosse in Lega Nazionale B
- Le Locle-Sports, FC Delemont e FC Hongg retrocesse in Seconda Lega.

## Fonti e bibliografia
Giornali
- Gazzetta Ticinese, annate 1947 e 1948.
- L'Express, annate 1947 e 1948.
- L'Impartial, annate 1947 e 1948.
- Le Temps, annate 1947 e 1948.
- Tribune de Lausanne, annate 1947 e 1948.